# Wilhelmshavens LNG-terminal

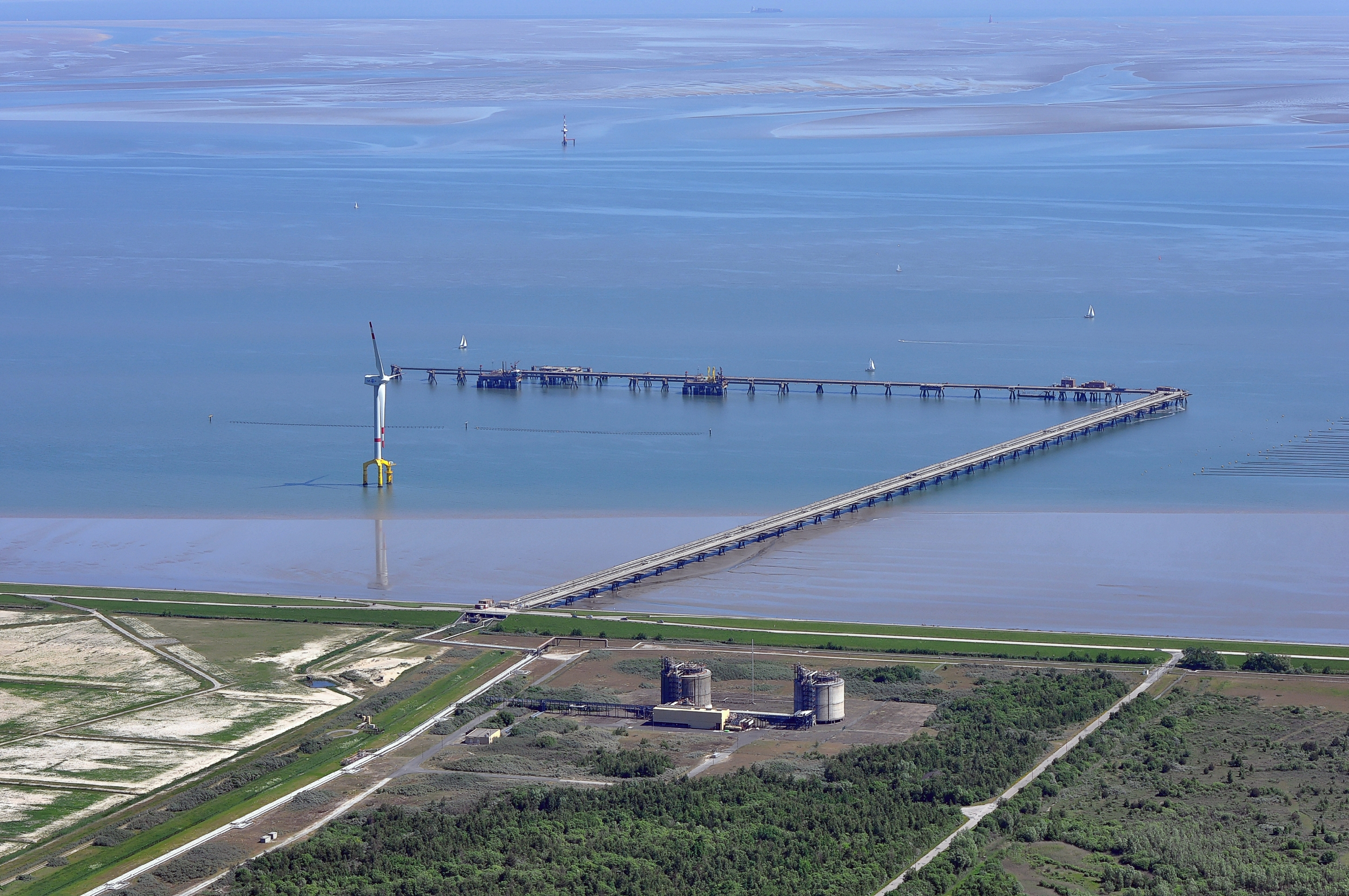
LNG-terminalens planerade lokalisering

Wilhelmshavens LNG-terminal är en tysk terminal för flytande naturgas (LNG) i Wilhelmshaven i Niedersachsen. 

## Bakgrund
Tyskland importerar så gott som all naturgas som konsumeras i landet, och all importerad naturgas kom fram till 2022 genom naturgasledningar från omgivande länder samt genom naturgasledningar i Östersjön och Nordsjön från Ryssland respektive Norge. Av denna naturgas var en mindre del ursprungligen importerad till Europa som LNG till Zeebrygges LNG-terminal i Belgien, men i Tyskland fanns till slutet av 2022 ingen LNG-terminal för direkt import. Investeringar i sådana hade tidigare diskuterats, men inte beslutats på grund av bedömning av bristande företagsekonomisk lönsamhet.
Eftersom huvuddelen av naturgasen i Tyskland importerades från Ryssland (i genomsnitt 55% under senare delen av 2020-talet), direkt via havsledningen Nord Stream I och indirekt via Belarus och Ukraina, fattades efter Rysslands invasion av Ukraina politiska beslut av förbundsregeringen om omedelbart statligt stöd till två, senare under året sex tyska flytande LNG-terminaler (FSRU): i Wilhelmshaven, Brunsbüttel, Stade och Lubmin. .

## En första flytande LNG-terminal
Tysklands förbundsregering överenskom i maj 2022 med det norska rederiet Höegh LNG att hyra flytande naturgasterminaler, varav den första, FSRU Esperanza, i Wilhelmshaven, för togs i drift under andra hälften av december 2022. Denna har en kapacitet på import av fem miljarder kubikmeter per år, och drivas av Uniper.
Sammanlagt ska Wilhelmshavens LNG-terminal få en kapacitet på upp emot 7,5 miljarder kubikmeter per år, vilket motsvarar omkring 8,5% av Tysklands beräknade framtida årsbehov.
Uniper kontrakterade i oktober 2022 litauiska Klaipėdos Nafta för att operera anläggningen.

## En andra flytande LNG-terminal
Beslut har också fattats om en andra flytande LNG-terminal i Wilhelmshaven. Den ska skötas av TES, E.On och Engie. För projektet har chartrades i oktober 2022 FSRU Excelente från Excelerate Energy för en femårsperiod.

## Anslutning
Terminalen är ansluten till det tyska naturgasnätet via en ny 28 kilometer lång rörledning. Därmed ansluts den också till bland annat Naturgaslagret Etzel nära Wilhelmshaven.